# Akams
Akams ist eine Gemarkung in Immenstadt im Allgäu im Landkreis Oberallgäu. 

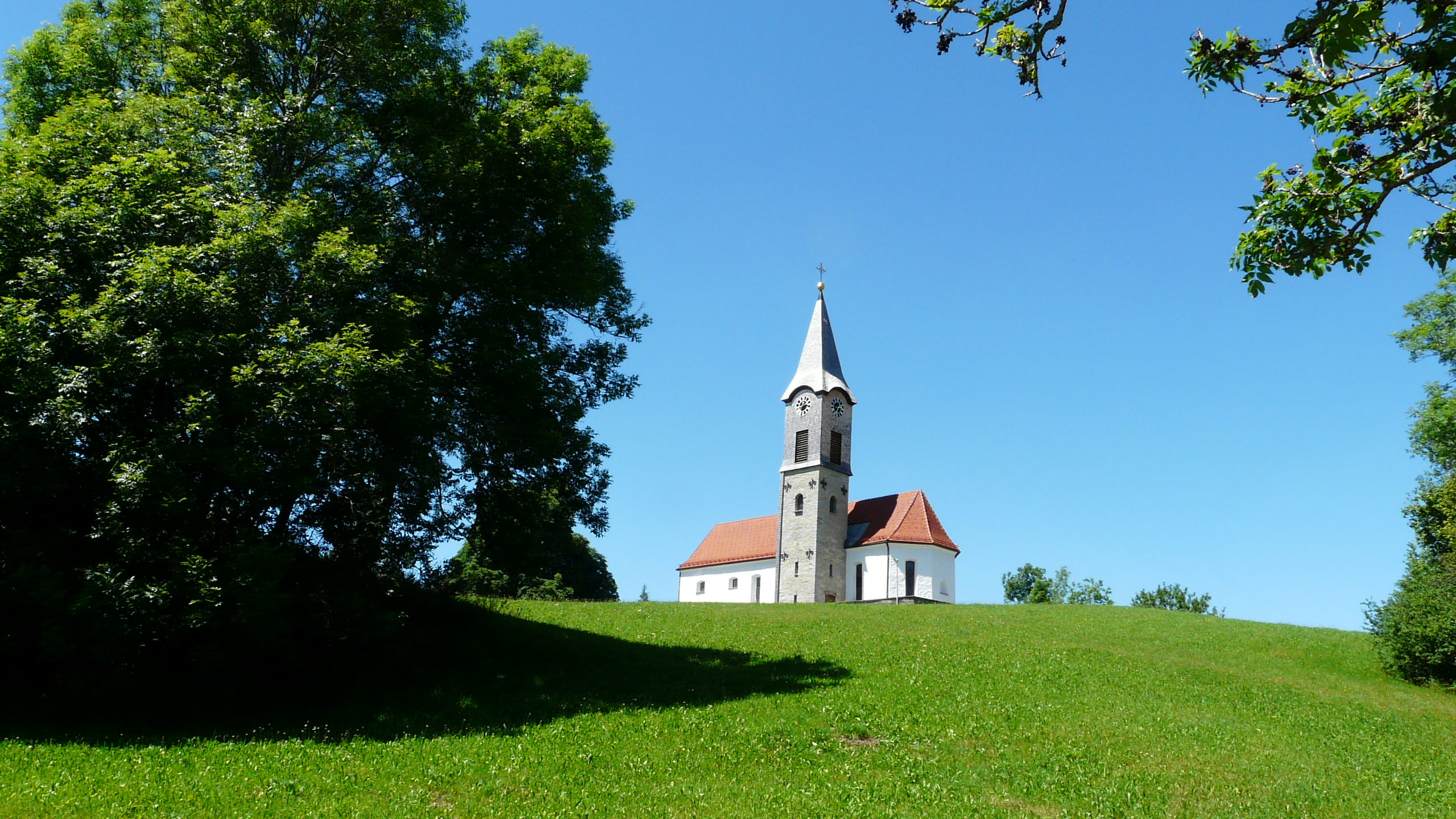
Pfarrkirche Sankt Otmar vom Südosten

Frühere Bezeichnungen lauteten: Macabus, Mokams, Okams, Okambs, Ackams.

## Ortsteile

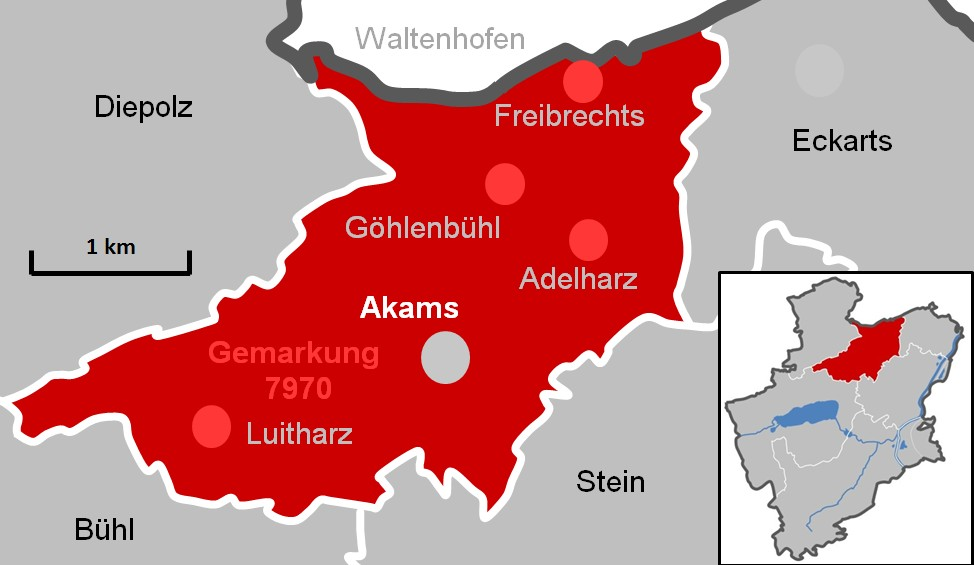
Immenstadt Gemarkung 7970 Akams

Zur Gemarkung beziehungsweise der ehemaligen Gemeinde Akams gehören bzw. gehörten die Siedlungen
 
- Akams
- Adelharz
- Freibrechts
- Göhlenbühl
- Luitharz
- Unterlohe

Ehemalige Zugehörigkeiten:
Unterlohe ist eine Einöde des Weilers Freibrechts. Zu Luitharz gehört die Haslachmühle und Hochschwand. Das Lauberfeld ist Akams zugehörig. Adelharz beinhaltet die Einöden Mistbichl und Aubichl.

## Geschichte
Im Jahre 1291 übereigneten Ulrich und Marquard von Schellenberg ihre Besitzungen in Akams an den Hochstift Augsburg. Vermutungen gehen dorthin, dass Akams ursprünglich Reichsgut gewesen war. Verbrieft ist, dass 1424 mehrere Höfe vom Hochstift Augsburg zu Lehen gegangen sind. Adelharz (Adilhars) gehörte im 13. Jahrhundert zu den Alpgütern des Klosters Weingarten.
Bis 1806 war Akams Pfarrdorf in der Grafschaft Königsegg-Rothenfels. Nach dem Anschluss an Bayern gehörte Akams zum Landgericht Immenstadt, ab 1862 zum Bezirksamt und ab 1939 zum Landkreis Sonthofen. 
Die ehemals selbstständige Gemeinde wurde im Rahmen der Gemeindegebietsreform zum 1. Januar 1972 an Immenstadt angegliedert. Die Gemeinde liegt auf einer Höhe von 854 m, zwischen Missen und Niedersonthofen, auf der Südseite des Hauchenberges.

### Soziale Fürsorge
In den Bergstättgemeinden Akams, Diepolz und Eckarts sowie in Gemeinden ohne Armenhaus wurden alleinstehende, geistig oder körperlich Behinderte im Turnus von jedem Hofbesitzer je nach Besitzgröße und Steuerbetrag zwei bis drei Tage beherbergt und versorgt. Durch dieses Umhaben war das Überleben einer Randgruppe gesichert.

## Pfarrei Akams
- Akams – Pfarrkirche St. Otmar: Spätgotischer Bau des 15. Jahrhunderts, um 1782 umgebaut, 1890/94 im Inneren grundlegend restauriert unter Beseitigung fast der gesamten Innenausstattung. Der ursprünglich im Westen stehende Turm (bis auf die Grundmauern aus Holz erbaut) wurde 1898 durch einen Turm aus Stein an der Südseite des Chores ersetzt. Zu erwähnen ist auch das Deckengemälde von Xaver Mayr, welches das Dorf Mitte des 19. Jahrhunderts zeigt. Akams wird von der Pfarrei Stein betreut.
- Adelharz – Marienkapelle: Das Gotteshaus wurde 1733 errichtet.
- Luitharz – Kapelle: Die aus dem 18. Jahrhundert stammende Kapelle (Pestkapelle?) wurde vor 1939 abgebrochen und 1960 wieder an selber Stelle erbaut. Sie beherbergt die Figuren der beiden Pestheiligen Sebastian und Rochus.

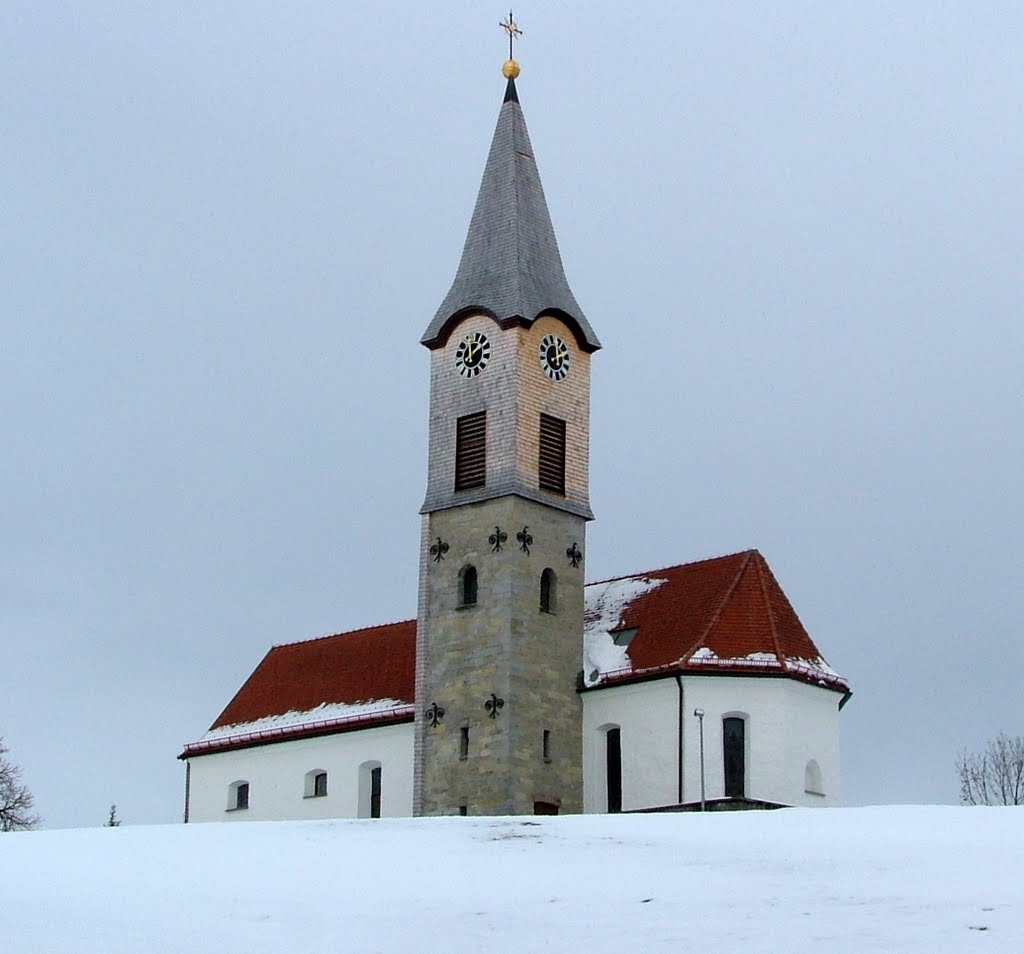
Die Pfarrkirche St. Otmar
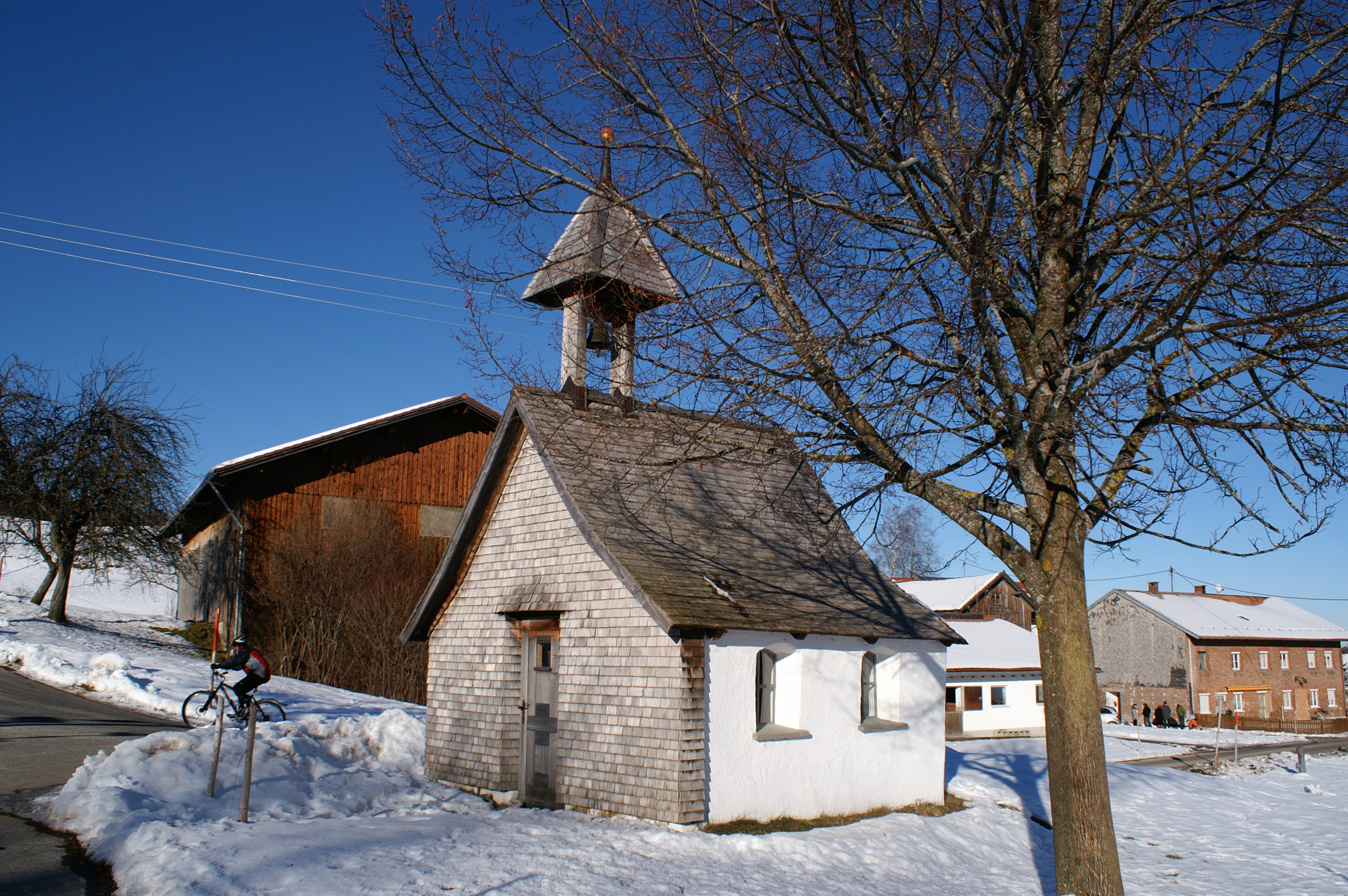
Marienkapelle in Adelharz
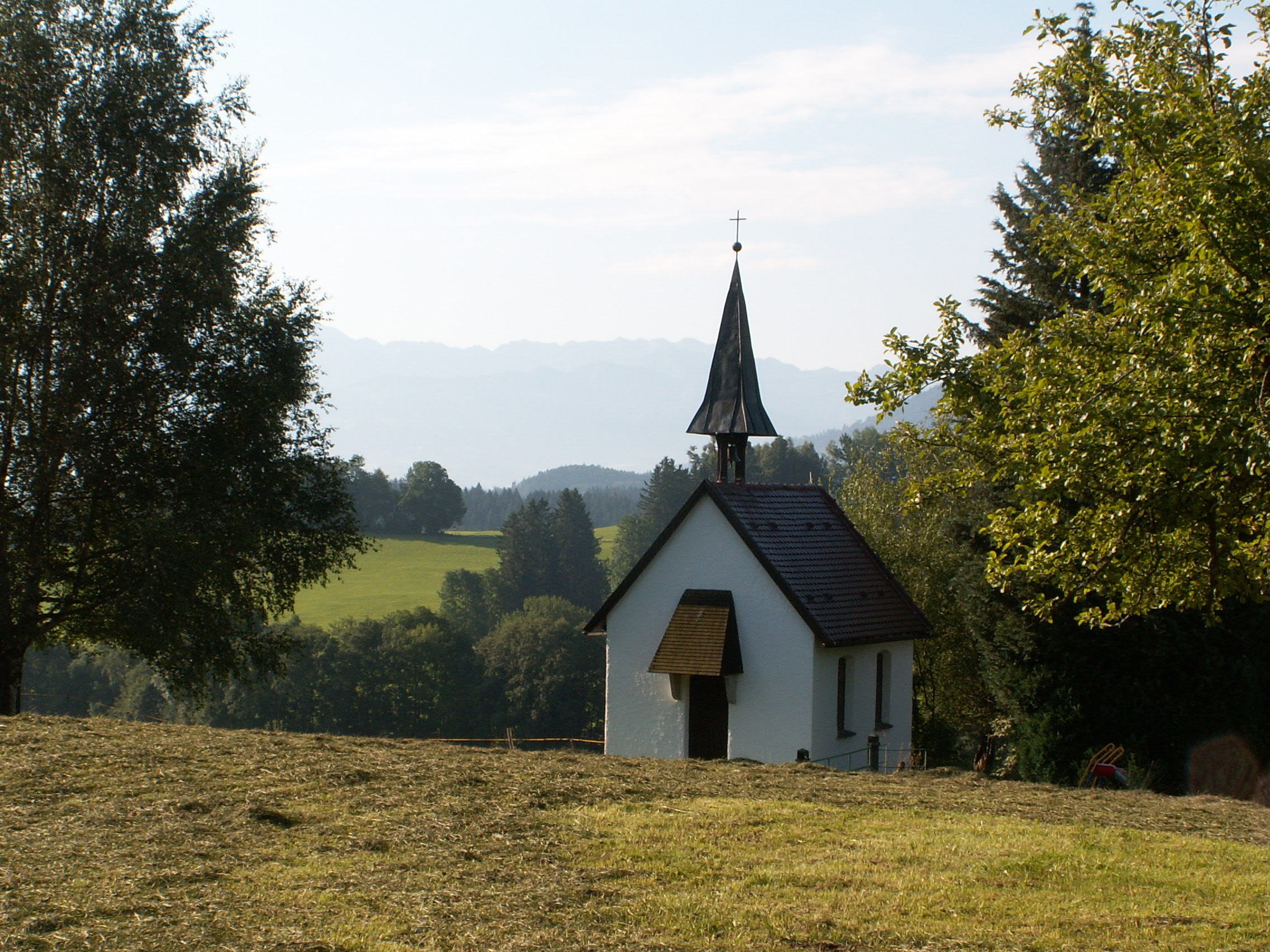
Kapelle in Luitharz